# Jerzy Seńczuk
Jerzy Seńczuk (ur. 30 października 1944 w Zaleszczykach, zm. 6 stycznia 2017) – polski strażak, nadbrygadier Państwowej Straży Pożarnej.

## Życiorys
Od 1961 związany był z pożarnictwem. Był absolwentem Szkoły Oficerów Pożarnictwa w Warszawie, Wydziału Mechanicznego Politechniki Śląskiej w Gliwicach oraz studiów podyplomowych na Wydziale Prawa i Administracji Uniwersytetu Śląskiego. Był między innymi komendantem wojewódzkim straży pożarnych w Opolu, a po zmianach organizacyjnych zajmował w latach 1992–2000 stanowisko komendanta wojewódzkiego Państwowej Straży Pożarnej w Opolu. 25 sierpnia 1997 został mianowany przez Prezydenta RP Aleksandra Kwaśniewskiego na  stopień nadbrygadiera.
Pogrzeb miał miejsce 12 stycznia 2017 na cmentarzu komunalnym w Tychach przy ul. Cmentarnej

## Odznaczenia
- Złoty Krzyż Zasługi (1976)
- Złoty Znak Związku Ochotniczych Straży Pożarnych RP (1991)
- Krzyż Oficerski Orderu Odrodzenia Polski (1992)
- Złoty Medal „Za zasługi dla obronności kraju” (1993)
- Medal Honorowy im. Józefa Tuliszkowskiego (1998)
- Krzyż Komandorski Orderu Odrodzenia Polski (2000)
- Odznaka honorowa „Zasłużony dla Miasta i Gminy Prudnik” (2000)[4]
- Złota Odznaka „Zasłużony dla Ochrony Przeciwpożarowej”
- Złoty Medal „Za Zasługi dla Pożarnictwa”